# Billy Kyle

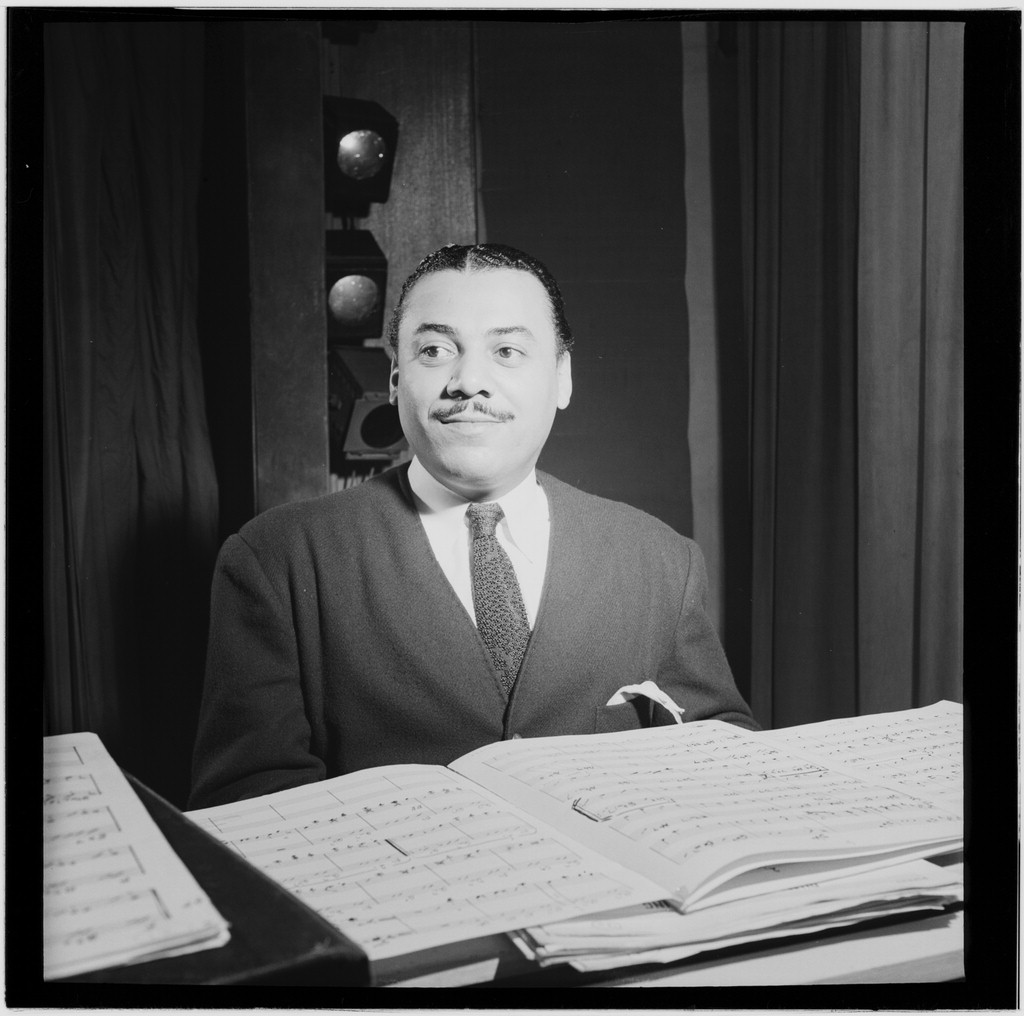
Billy Kyle.
Photography by William P. Gottlieb.

William Osborne „Billy“ Kyle (* 14. Juli 1914 in Philadelphia; † 23. Februar 1966 in Youngstown, Ohio) war ein US-amerikanischer Jazz-Pianist des Swing. 

## Leben
Billy Kyle begann schon in der Schule mit dem Klavierspiel und arbeitete in den frühen 1930er Jahren bei Tiny Bradshaw,  Lucky Millinder und der Mills Blue Rhythm Band. Im Jahr 1938 wurde er Mitglied von John Kirbys Band, wo er durch sein von Earl Hines geprägtes, jedoch stets von einem persönlichen Stil bestimmten Spiel bald ein bekannter Musiker wurde, wie durch die Titel I May Be Wrong oder Opus 5 von 1939. In dieser Zeit entstanden auch Platteneinspielungen mit Timmie Rosenkrantz (1938), Lionel Hampton (Muskrat Ramble 1938), Nat Gonella, dem Spencer-Trio (Baby Won't You Please Come Home, 1938), Rex Stewart (Cherry, Solid Rock, Diga Diga Do, 1940), Henry Red Allen, Buster Bailey, Pete Brown, Jack Teagarden und anderen. Außerdem nahm Billy Kyle mehrere Platten unter eigenem Namen auf (Fishing Up A Date, Between Sets 1938, I Want You I Need You, 1946).
1942 verließ er John Kirby, arbeitete nach seinem Militärdienst im Zweiten Weltkrieg noch einmal kurz bei ihm und spielte dann bei Sy Oliver. Ab Anfang der 1950er Jahre spielte er in Theater-Orchestern am Broadway, darunter nahezu drei Jahre bei der Musical-Produktion Guys and Dolls. Von 1953 an war Kyle Mitglied der All Stars-Formation von Louis Armstrong. Er war an der Aufnahme des Albums Plays W. C. Handy beteiligt und nahm an zahlreichen Welttourneen teil. Bis zu seinem Tod 1966 spielte Kyle bei den All Stars. 
Billy Kyle hatte bei seinem Klavierspiel „einen teils perkussiven, teils an Bläserlinien orientierten ‚Single Notes‘-Stil unter fast völligem Verzicht auf die linke Hand entwickelt. Sein elegant perlendes, mit spaßigen Einfällen gewürztes Spiel erfreute sich vor allem bei Comboleitern ziemlicher Beliebtheit“. (Kunzler)